# Thorianit
Thorianit (IMA-Symbol: Tho) ist ein eher selten vorkommendes Mineral aus der Mineralklasse der „Oxide und Hydroxide“ mit der chemischen Zusammensetzung ThO2 und damit chemisch gesehen Thorium(IV)-oxid.
Thorianit kristallisiert im kubischen Kristallsystem und entwickelt meist grobe, würfelige Kristalle, die selten auch Oktaederflächen an den Ecken zeigen. Thorianite aus Flussablagerungen können dagegen ein äußerst unauffälliges Aussehen haben. Ihr mattes Aussehen ähnelt dann eher dem von schwarzen polierten Steinchen. Einzig die Dichte und Radioaktivität zeigt in solchen Fällen, dass es kein gewöhnlicher Stein ist.
Das Mineral ist im Allgemeinen undurchsichtig und von dunkelgrauer, dunkelrötlichbrauner oder bräunlichschwarzer bis schwarzer Farbe. Es kann in Splittern und dünnsten Schichten aber durchscheinend sein und erscheint im Durchlicht dunkelbraun bis rötlichbraun oder auch grünlich mit rotbraunen Innenreflexionen. Die Strichfarbe ist dagegen grau bis grünlichgrau. In frischem Zustand oder an frischen Bruchflächen zeigt Thorianit einen starken halbmetallischen oder blendeähnlichen Glanz. Durch Verwitterung läuft Thorianit nach einiger Zeit an und schimmert dann nur noch harz- bis hornähnlich oder ist ganz matt. Auch Thorianite mit bronzeähnlichen Anlauffarben sind bekannt.

## Etymologie und Geschichte
Erstmals entdeckt wurde Thorianit in einer Seifenlagerstätte bei Balangoda in der Provinz Sabaragamuwa auf Sri Lanka (ehemals Ceylon). Die Analyse und Erstbeschreibung erfolgte 1904 durch Wyndham Rowland Dunstan, der das Mineral nach seinem Gehalt an Thorium benannte.
Da der Thorianit bereits lange vor der Gründung der International Mineralogical Association (IMA) bekannt und als eigenständige Mineralart anerkannt war, wurde dies von ihrer Commission on New Minerals, Nomenclature and Classification (CNMNC) übernommen und bezeichnet den Thorianit als sogenanntes „grandfathered“ (G) Mineral. Die seit 2021 ebenfalls von der IMA/CNMNC anerkannte Kurzbezeichnung (auch Mineral-Symbol) von Thorianit lautet „Tho“.
Ein Aufbewahrungsort für das Typmaterial des Minerals ist nicht bekannt.

## Klassifikation
Bereits in der veralteten 8. Auflage der Mineralsystematik nach Strunz gehörte der Thorianit zur Mineralklasse der „Oxide und Hydroxide“ und dort zur Abteilung „MO2- und verwandte Verbindungen“, wo er zusammen mit Cerianit-(Ce) (ehemals Cerianit) und Uraninit die „Uraninit-Reihe“ mit der Systemnummer IV/D.16b innerhalb der „Baddeleyit-Uraninit-Gruppe“ (IV/D.16) bildete.
In der zuletzt 2018 überarbeiteten Lapis-Systematik nach Stefan Weiß, die formal auf der alten Systematik von Karl Hugo Strunz in der 8. Auflage basiert, erhielt das Mineral die System- und Mineralnummer IV/D.31-050. Dies entspricht ebenfalls der Abteilung „Oxide mit dem Stoffmengenverhältnis Metall : Sauerstoff = 1 : 2 (MO2 und verwandte Verbindungen)“, wo Thorianit zusammen mit Akaogiit, Allendeit, Baddeleyit, Calzirtit, Cerianit-(Ce), Hiärneit, Riesit, Tazheranit, Uraninit und Vorlanit eine unbenannte Gruppe mit der Systemnummer IV/D.31 bildet.
Auch die von der International Mineralogical Association (IMA) zuletzt 2009 aktualisierte 9. Auflage der Strunz’schen Mineralsystematik ordnet den Thorianit in die Abteilung der Oxide mit dem Stoffmengenverhältnis „Metall : Sauerstoff = 1 : 2 und vergleichbare“ ein. Diese ist allerdings weiter unterteilt nach der relativen Größe der beteiligten Kationen und der Kristallstruktur. Das Mineral ist hier entsprechend seiner Zusammensetzung und seinem Aufbau in der Unterabteilung „Mit großen (± mittelgroßen) Kationen; Fluorit typische Strukturen“ zu finden, wo es zusammen mit Cerianit-(Ce), Uraninit und Zirkelit die „Uraninitgruppe“ mit der Systemnummer 4.DL.05 bildet.
In der vorwiegend im englischen Sprachraum gebräuchlichen Systematik der Minerale nach Dana hat MineralName die System- und Mineralnummer 05.01.01.02. Dies entspricht der Klasse der „Oxide und Hydroxide“ und dort der Abteilung „Uran- und thoriumhaltige Oxide“, wo das Mineral zusammen mit Uraninit in einer unbenannte Gruppe mit der Systemnummer 05.01.01 innerhalb der Unterabteilung „@@@“ zu finden ist.

## Chemismus
In reiner Form besteht Thorianit (ThO2) aus Thorium (Th) und Sauerstoff (O) im Stoffmengenverhältnis von 1 : 2. Dies entspricht einem Massenanteil (Gewichtsprozent) von 87,88 Gew.-% Th und 12,12 Gew.-% O.
Natürlicher Thorianit enthält jedoch meist verschiedene Fremdbeimengungen wie unter anderem Eisen (Fe), Blei (Pb) und/oder Calcium (Ca). Außerdem bildet Thorianit eine lückenlose Mischreihe mit Uraninit (UO2), das heißt, Thorium kann in jedem Verhältnis durch Uran ersetzt sein. So wurden beispielsweise in den Mineralproben aus Betroka auf Madagaskar ein Uraninitgehalt von 4,73 Gew.-% sowie Fremdbeimengungen von 1,80 Gew.-% PbO und 0,29 Gew.-% Fe2O3 gemessen.

## Kristallstruktur
Thorianit kristallisiert in der kubischen Raumgruppe Fm3m (Raumgruppen-Nr. 225) mit dem Gitterparameter a = 5,60 Å sowie vier Formeleinheiten pro Elementarzelle. Er hat also eine Kristallstruktur, die der von Fluorit ähnelt.

## Eigenschaften

### Physikalische Eigenschaften
Sein Schmelzpunkt ist mit 3050 °C ungewöhnlich hoch, wobei allerdings verunreinigte Stücke teilweise stark abweichende Schmelzpunkte aufweisen.
Das Mineral ist diamagnetisch, hat also die Tendenz, aus einem Magnetfeld herauszuwandern.

### Radioaktivität
Thorianit ist durch seinen Thoriumgehalt von bis zu 88 % als sehr stark radioaktiv eingestuft. Unter Berücksichtigung der Mengenanteile der radioaktiven Elemente in der idealisierten Summenformel sowie der Folgezerfälle der natürlichen Zerfallsreihen wird für das Mineral eine spezifische Aktivität von etwa 39,4 kBq/g angegeben (zum Vergleich: natürliches Kalium 0,0312 kBq/g). Der zitierte Wert kann je nach Mineralgehalt und Zusammensetzung der Stufen deutlich abweichen, auch sind selektive An- oder Abreicherungen der radioaktiven Zerfallsprodukte möglich und ändern die Aktivität.
Trotz ihrer hohen Radioaktivität widerstehen Thorianite der Isotropierung, das heißt der metamikten Zerstörung des Kristallgitters durch die eigene Strahlung besser als die meisten anderen Uran und Thorium enthaltenden Minerale.

## Modifikationen und Varietäten
Uranothorianit ist die uranhaltige Varietät des Thorianits.

## Bildung und Fundorte

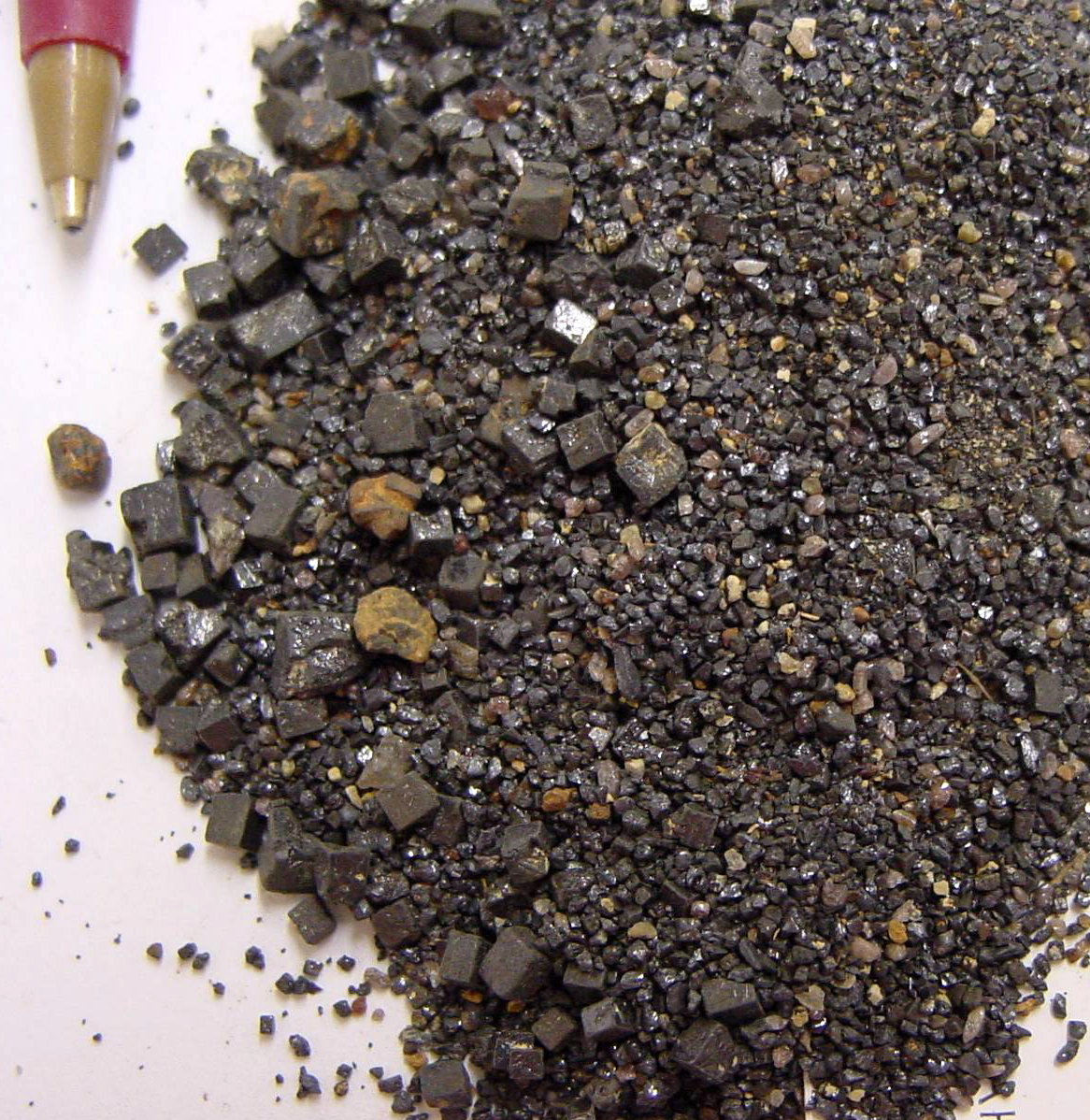
Mehrere große Thorianit-Würfel aus Galle in Sri-Lanka (Ceylon)

Thorianit bildet nur selten größere Lagerstätten. In der Regel bildet er vereinzelte Kristalle und seltener auch kleine Kristallgruppen in Pegmatiten und einigen metamorphen Lagerstätten. Bei Verwitterung und natürlicher Abtragung des Muttergesteins werden die relativ resistenten Kristalle wegtransportiert und können sich in alluvialen Lagerstätten (unter anderem sogenannte Seifen) anreichern.
Als eher seltene Mineralbildung kann Thorianit an verschiedenen Fundorten zum Teil zwar reichlich vorhanden sein, insgesamt ist er aber wenig verbreitet. Weltweit sind bisher etwas mehr als 300 Vorkommen dokumentiert (Stand 2022). Außer an seiner Typlokalität bei Balangoda in der Provinz Sabaragamuwa trat das Mineral in Sri Lanka bisher nur noch in einer Flussseife nahe Bentota im Distrikt Galle der Südprovinz und im Distrikt Anuradhapura der Nord-Zentralprovinz auf.
Zu den bekanntesten Fundorten für Thorianit gehört die Phlogopit-Lagerstätte Esiva nahe Maromby (Distrikt Amboasary) in der Provinz Toliara (Tuléar) auf Madagaskar, wo einer der größten Kristalle von 6 cm Durchmesser und einem Gewicht von etwa 2,2 kg gefunden wurde.
In Deutschland konnte Thorianit bisher bei Kropfmühl (Passau) in Niederbayern, in der Umgebung des Laacher Sees und in mehreren Gruben bei Mendig (In den Dellen, Thelenberg, Wingertsberg) und Pellenz (Krufter Ofen) in Rheinland-Pfalz sowie im „Kupfergrübner Stolln“ (siehe auch Kupfergrube Sadisdorf) im Osterzgebirge von Sachsen gefunden werden.
In Österreich fand sich das Mineral bisher nur auf Feldern in der Umgebung des Latzenhofs nahe Felling in der Gemeinde Gföhl und im Steinbruch „Schmoll“ bei Bernhards in Niederösterreich sowie in Klüften an der Niederen Scharte nahe Alteck (Wurten, Fragant) in der Goldberggruppe in Kärnten.
Weitere Fundorte liegen unter anderem in Badachschan in Afghanistan; der nordöstlichen bis östlichen Wüste am Roten Meer in Ägypten; in Tasmanien und Victoria in Australien; Minas Gerais und Pará in Brasilien; Hebei, Jiangxi und Liaoning in der Volksrepublik China; bei Narsaq in Grönland; mehreren Provinzen von Italien; Nunavut, Ontario und Québec in Kanada; Chöwsgöl-Aimag (Hövsgöl) in der Mongolei; Alto Ligonha in Mosambik; Akershus, Aust-Agder und Telemark in Norwegen; Ost-Sibirien, Halbinsel Kola und Ural in Russland; Småland in Schweden; bei Košice in der Slowakei; im spanischen Katalonien; bei Phalaborwa und Sutherland (Südafrika); Mähren in Tschechien; Fejér und Tolna in Ungarn; sowie vielen Regionen der USA.

## Verwendung
Thorianit wird aufgrund seiner meist geringen Anreicherung nur selten allein zur Gewinnung von Thorium genutzt. Dies liegt auch an der momentan geringen Nachfrage an Thorium. Daher wird nur noch selten Thorianit zur Thoriumgewinnung gefördert. Uranothorianite werden noch vereinzelt hauptsächlich zur Urangewinnung gefördert. Zusammen mit anderen Mineralien (Monazit u. a.) lohnt sich die Förderung schon eher. Der Uranothorianit aus Madagaskar wurde Ende der 50er bis Anfang der 70er hauptsächlich zur Urangewinnung abgebaut. Momentan laufende Erkundungsarbeiten (Tiefbohrungen) haben nachgewiesen, dass sich eine Uranothorianit-Vererzung auch noch in die Tiefe weiter verfolgen lässt (im November 2007 bis ca. 80 m mit Kernbohrungen nachgewiesen). Thorium liegt heute in großen Mengen in den Tailings der Monazitminen vor, da aus dem thoriumhaltigen Mineral vornehmlich die Lanthanoide gewonnen werden, und andere Bestandteile als „Abfall“ bzw. Koppelprodukt gelten.

## Vorsichtsmaßnahmen
Nach jeder Berührung ist es ratsam, sich die Hände zu waschen. Sinnvoll ist insbesondere bei kleinen Stücken eine Lagerung in für Sammlerzwecke vorgesehene durchsichtige Plastikdosen. Vom Kauf größerer Mengen an kleinen losen Stücken, wie sie teilweise angeboten werden, ist wegen der Staubbildung abzuraten. Kleinere einzelne Stücke in normalen Mengen sind hingegen weniger bedenklich.